# Partido Democrático do Kosovo
O Partido Democrático do Kosovo (Em Albanês: Partia Demokratike e Kosovës, PDK) é o maior partido político de Kosovo. Foi fundado em 1999, e tem suas raízes na ala desmilitarizada do Exército de Libertação do Kosovo (ELK)     